# اقتصاد نروژ
اقتصاد نروژ یک اقتصاد مختلط (ترکیبی) بسیار توسعه‌یافته است که تعدادی از بخش‌های راهبردی آن در مالکیت دولت قرار دارد. هرچند اقتصاد نروژ نسبت به چرخه‌های اقتصادی جهان و نوسانات آن واکنش نشان می‌دهد اما از زمان آغاز انقلاب صنعتی همیشه در حال رشد مداوم و مؤثر بوده است. استاندارد زندگی در نروژ  در مقایسه با سایر کشورهای اروپایی بسیار بالاست. امروزه سیستم مدرن تولیدی و رفاهی نروژ متکی به ذخایر مالی بزرگی است که از محل بهره‌برداری منابع طبیعی و به‌طور ویژه منابع نفت و گاز دریای شمال به‌دست آمده است. نروژ در میان کشورهای عضو سازمان توسعه و همکاری اقتصادی (OECD) دارای سیستم تامین اجتماعی بسیار کارا و قدرتمند است (موسوم به مدل نوردیک)، به‌طوری‌که مخارج اجتماعی آن بیش از ۲۲ درصد تولید ناخالص داخلی کشور را شامل می‌شود.

## تاریخچه

### پیش از انقلاب صنعتی
در دوران وایکینگ‌ها نروژ بین سه کشور اسکاندیناوی (دو کشور دیگر: دانمارک و سوئد) فقیرترین بود.
اقتصاد نروژ پیش از انقلاب صنعتی عمدتاً مبتنی بر کشاورزی، فروش چوب و ماهیگیری بود. نروژی‌ها معمولاً در شرایط تنگدستی و کمبود زندگی می‌کردند، هرچند قحطی نادر بود. به جز برخی مناطق حاصلخیز در جنوب شرق کشور، محصولات کشاورزی به غلات مقاوم مانند جو و چاودار، و دام‌ها به گوسفند، بز، گاو، خوک، و برخی طیور محدود می‌شد. شکار هم بخشی از این کمبود را جبران می‌کرد. در نواحی مرکزی و شمالی نروژ، سامی‌ها از گله‌های کوچ‌نشین گوزن شمالی امرار معاش می‌کردند. ماهیگیری هم نقش مهمی در بقای ساحل‌نشینان داشت، به‌طوری‌که در بسیاری از مناطق شمال و غرب منبع اصلی امرار معاش خانوارها بود. ورود سیب‌زمینی به نروژ در قرن هجدهم تسکین قابل توجهی برای فقر غذایی بود و تبدیل به غذای رایج نروژی‌ها شد.
اگرچه چندین پادشاه به رعایای وفادار خود که شوالیه شدند زمین پاداش دادند، شرایط اقتصادی در نروژ درکل مناسب شکل‌گیری نظام ارباب رعیتی نبود. به‌طوری که بخش اصلی کشاورزی نروژ در اختیار کشاورزان مالک زمین بوده است. بااین‌حال تا قرن نوزدهم دیگر زمین تازه‌ای برای کشاورزی باقی نمانده بود. بسیاری از خانواده‌ها به عنوان کشاورزان مستأجر گرفتار فقر شدند و همین انگیزه‌ی اصلی برای مهاجرت گسترده به آمریکای شمالی شد. نروژ، پس از ایرلند، بیشترین درصد جمعیت خود را در این مهاجرت از دست داد.

### انقلاب صنعتی
جدا از استخراج معادن در بخش‌هایی از کشور، نخستین کارخانه‌های ساخته شده در نروژ واحدهای نساجی در اواسط قرن نوزدهم بود. صنایع همچنین برای تعداد زیادی که از بخش کشاورزی آواره شده بودند، اشتغال ایجاد کرد. از آنجا که دستمزدهای صنعت از کشاورزی فراتر رفت، این تغییر روند بلندمدت به کاهش سطح زیرکشت و الگوهای جمعیت روستایی و شکل‌گیری طبقه کارگر انجامید که با محله‌ها، فرهنگ و سیاست خاص خود پدیده‌ای متمایز در نروژ به‌وجود آورد.

### اصلاحات سوسیال دمکراتیک
پس از جنگ جهانی دوم، حزب کارگر نروژ به رهبری نخست وزیر وقت آینار گرهاردسن، یک سری اصلاحات سوسیال دمکراتیک را با هدف هموار کردن توزیع درآمد، از میان‌بردن فقر و تضمین خدمات اجتماعی همگانی شامل بازنشستگی، خدمات درمانی و ازکارافتادگی آغاز کرد.
مالیات بر درآمد به‌شکل تصاعدی، برقراری مالیات بر ارزش افزوده و طیف گسترده‌ای از سایر عوارض و مالیات‌ها، نروژ را به یکی از اقتصادهای دارای مالیات سنگین در جهان تبدیل کرد. سیاستمداران مالیات‌های ویژه‌ای بر هزینه‌های غیرضروری وضع کردند که از جمله آنها عوارض و مالیات‌ بر کالاهایی چون خودرو، تنباکو، الکل، لوازم آرایشی و غیره بود.
سیاست‌های بلندمدت سوسیال دمکراتیک، ردیابی گسترده اطلاعات توسط دولت (و در نتیجه شفافیت مالی) و همگن بودن جمعیت نروژ به موضوعی مناسب برای مطالعات اقتصادی تبدیل شد و تحقیقات آکادمیک نشان داد که الگوی نروژ در این دوره سهم قابل توجهی در زمینه مطالعات اقتصاد کلان داشته است. زمانی که نروژ به یک کشور صادرکننده نفت تبدیل شد، اقتصاد آن بیشتر از پیش موضوع مطالعات گردید.

### نفت و دوران پسا-صنعتی

#### کشور صادرکننده‌ی نفت
نروژ در ماه مه ۱۹۶۳ حق حاکمیت خود را بر منابع طبیعی در بخش نروژی دریای شمال تثبیت کرد. کار اکتشاف نفت در 19 ژوئیه ۱۹۶۶ آغاز شد تا اینکه در 21 اوت ۱۹۶۹ نخستین نفت قابل استخراج به‌دست آمد. در پایان سال ۱۹۶۹ مشخص شده بود که ذخایر بزرگی از نفت و گاز در دریای شمال وجود دارد. نخستین میدان نفتی نروژ به نام اکوفیسک واقع در 320 کیلومتری جنوب غربی استاوانگر تا سال ۱۹۸۰ به ظرفیت تولید بیش از ۴۲۷ هزار بشکه نفت خام در روز رسید. از آن زمان تاکنون، ذخایر بزرگ گاز طبیعی نیز کشف و بهره‌برداری شده‌اند.
همزمان با رفراندوم نروژ برای عدم پیوستن به اتحادیه اروپا در سال ۱۹۷۲، وزارت صنعت نروژ برای ایجاد یک سیاست ملی انرژی دست به‌کار شد. نروژ تصمیم گرفت بیرون از اوپک باقی بماند، قیمت انرژی خود را مطابق با بازارهای جهانی تنظیم و درآمد حاصل از آن را - معروف به «هدیه ارزی» - عاقلانه خرج کند. دولت نروژ شرکت نفت خود را به نام استات اویل (که اکنون با نام اکوینور، Equinor، شناخته می شود) تأسیس کرد و حقوق حفاری و تولید را به شرکت‌هایی تازه تأسیس (هم نیمه دولتی و هم خصوصی) اعطا کرد. صادرات نفت با نرخ نهایی 78 درصد (مالیات استاندارد شرکتی 24 درصد و مالیات ویژه نفت 54 درصد) مشمول مالیات شد.
دریای شمال چالش‌های زیادی را از جنبه‌ی فناوری برای تولید و اکتشاف به همراه داشت و شرکت‌های نروژی برای رویارویی با این چالش‌ها روی ایجاد قابلیت‌های ویژه سرمایه‌گذاری کردند. تعدادی از شرکت های مهندسی و ساخت تجهیزات از بقایای صنعت کشتی‌سازی، که عمدتاً بی‌رونق شده بود، پدید آمدند و مراکز علمی و فنی در استاوانگر و حومه‌ی غربی اسلو شکل گرفتند. در حال حاضر دریای شمال از اوج تولید نفت خود عبور کرده است، بااین‌حال اکتشاف و توسعه میادین جدید نفت و گاز همچنان در دریای نروژ و دریای بارنتز ادامه دارد.

#### تردیدها در مورد اتحادیه اروپا
در سپتامبر ۱۹۷۲ پارلمان نروژ این سؤال را به همه‌پرسی گذاشت که آیا نروژ باید به جامعه اقتصادی اروپا بپیوندد یا خیر. این پیشنهاد با اختلاف کمی رد شد (۵۳.۵ درصد پاسخ نه). دولت نروژ برای توافق تجاری وارد مذاکره با اتحادیه اروپا شد تا به شرکت های نروژی امکان دسترسی به بازارهای اروپایی را بدهد. با گذشت زمان، مذاکره ادامه یافت تا این‌که با اصلاح توافق، نروژ در نهایت به انجمن تجارت آزاد اروپا و منطقه اقتصادی اروپا پیوست.
اگرچه نروژ مدت‌هاست سیاست‌های تجاری خود را با هدف هماهنگ‌کردن سیاست صنعتی و تجاری خود با اتحادیه اروپا تنظیم و دنبال کرده است، همه‌پرسی جدید در سال ۱۹۹۴ نتایج مشابه سال ۱۹۷۲ را به همراه داشت و نروژ یکی از تنها دو کشور شمال اروپا (در کنار ایسلند) باقی ماند که خارج از اتحادیه اروپا هستند.
هرچند بسیاری از بحث‌های عمومی مناقشه‌برانگیز درباره عضویت در اتحادیه اروپا به مسائل سیاسی و نه اقتصادی معطوف شد، اما سیاست اقتصادی نروژ را در چند راستای مهم شکل داد:
- هم سیاستمداران و هم مردم با این واقعیت کنار آمدند که توسعه اقتصادی نروژ وابسته به استفاده از مزیت نسبی آن در تمرکز بر صادرات در زمینه‌هایی خاص و تکیه بر واردات برای هر چیز دیگر است. این رویکرد تأثیر قابل توجهی بر سیاست کشاورزی نروژ داشته است که به جای خودکفایی، حول محور الگوهای جمعیتی و کشاورزی محلی شکل گرفته است.
- اگر نروژ قرار است پس از اتمام ذخایر نفت رونق و رفاه خود را حفظ کند، درآمدهای حاصل از نفت نمی‌تواند مستقیماً به مصرف خصوصی یا عمومی برسد.
- نروژ برای حضور در بازارهای اروپایی ناچار است بازارهای داخلی خود را به روی واردات اروپایی باز کند. اگرچه برخی از مسائل مربوط به قیمت‌گذاری و توزیع (به عنوان مثال، الکل و خودرو) حل‌نشده باقی مانده‌اند، بازارهای مصرف، سرمایه و کار نروژ در کل به‌شکل فزاینده ای به بازارهای اروپا نزدیک می‌شوند.

نروژی‌ها در تعامل با اروپا برای بسیاری از موضوعات خاص، مانند شیلات و مزارع پرورش ماهی، محصولات کشاورزی، استانداردهای انتشار گازهای گلخانه‌ای و غیره به دنبال تسهیلات و امتیازاتی هستند، اما به نظر نمی‌رسد این موارد با آنچه اعضای اصلی اتحادیه اروپا به دنبالش هستند تفاوت عمده‌ای داشته باشند. بر همین اساس قابل انتظار است که موضوع عضویت در اتحادیه دوباره در مقطعی به همه‌پرسی گذاشته شود.

#### تحولات و پیشرفت‌های اقتصادی پسا-صنعتی
بحث‌ها درباره اقتصاد نروژ از دهه ۱۹۷۰ حول چندین موضوع اصلی بوده است:
- مخارج زندگی. نروژ یکی از گران‌ترین کشورهای جهان است که در شاخص بیگ مک و سایر شاخص‌ها انعکاس یافته. از نظر تاریخی، عواملی چون هزینه‌های حمل‌ونقل و موانع تجارت آزاد باعث ایجاد نابرابری قیمت‌ها شده‌اند، اما در سال‌های اخیر، سیاست‌های نروژ در قوانین کار، مالیات و سایر زمینه‌ها اثر تعدیل‌کننده قابل توجهی داشته‌اند.
- رقابت‌پذیری صنایع "داخل سرزمینی". هزینه بالای نیروی کار و سایر ویژگی‌های ساختاری نروژ باعث نگرانی در مورد توانایی نروژ برای حفظ استاندارد زندگی در دوران پسا-نفتی شده است. در همین راستا گرایش روشنی به پایان‌دادن به «حفاظت» از صنایع خاص و قرار دادن بیش از پیش آنها در «معرض رقابت» وجود دارد. علاوه بر توجه به بخش فناوری اطلاعات، تعدادی از شرکت‌های کوچک تا متوسط هم برای توسعه و بازاریابی فناوری‌های بسیار تخصصی شکل گرفته‌اند.
- نقش بخش دولتی (عمومی). شکاف ایدئولوژیک بین دیدگاه‌های سوسیالیستی و غیرسوسیالیستی در مورد مالکیت عمومی در طول زمان کاهش یافته است. دولت نروژ به دنبال کاهش مالکیت خود بر شرکت‌هایی است که نیازمند دسترسی به بازارهای سرمایه خصوصی هستند و تاکید فزاینده‌ای بر تسهیل کارآفرینی به جای کنترل (یا محدود کردن) انباشت سرمایه وجود دارد. بااین‌حال بی‌اعتمادی به «انگیزه سود» همچنان پابرجاست و شرکت های نروژی به‌ویژه در زمینه روابط کارفرما و نیروی کار به شدت تحت نظارت هستند.
- آینده دولت رفاه. از زمان جنگ جهانی دوم، دولت‌های متوالی نروژ به‌دنبال گسترش و تعمیم مزایای عمومی به شهروندان خود بوده‌اند؛ شامل حداقل حقوق بازنشستگی تضمین شده، مزایا در زمان بیماری و ناتوانی، مراقبت‌های بهداشتی همگانی (با یارانه یا رایگان)، بیمه بیکاری و غیره. سیاست عمومی همچنان از ارائه چنین مزایایی حمایت می‌کند، اما بحث‌های فزاینده‌ای در فضای عمومی و سیاسی درباره عادلانه‌تر کردن آنها و اختصاص بر اساس نیاز در جریان بوده است.
- شهرنشینی. سیاست کشاورزی در نروژ برای چندین دهه بر فرض حداقل خودکفایی استوار بود. در سال‌های بعد، این امر جای خود را به تأکید بیشتر بر حفظ الگوهای جمعیتی خارج از مناطق اصلی شهری داد. اصطلاح «سیاست منطقه‌ای» (distriktspolitikk) به معنای این است که نروژ قدیمی و عمدتاً روستایی اجازه ادامه حیات دارد که در حالت ایده‌آل همراه با فراهم کردن پایه‌های اقتصادی پایدار برای آنهاست.
- مالیات. هدف اصلی سیستم مالیاتی نروژ افزایش درآمد برای مخارج عمومی بوده است. مالیات درعین‌حال به عنوان وسیله‌ای برای دستیابی به اهداف اجتماعی مانند توزیع مجدد درآمد و کاهش مصرف الکل و دخانیات (درواقع در نقش بازدارنده‌ای در مقابل برخی رفتارها) تلقی می شود. به نظر می‌رسد سه عنصر از سیستم مالیاتی نروژ بیشترین بحث را به خود جلب کرده است:

1. مالیات تصاعدی (پیش‌رونده): مالیات بر درآمد در مقطعی یکی از بالاترین‌ها در جهان بود که در طول زمان کاهش یافته است. علاوه بر این، نروژی‌ها برای دارایی خالص اعلام شده خود مالیات می‌پردازند که طبق استدلال برخی، مانع از پس‌انداز می‌شود.
2. مالیات بر ارزش افزوده. بزرگ‌ترین منبع درآمد دولت است که نرخ استاندارد فعلی آن ۲۵٪ (عمده کالاهای مصرفی و خدمات)، برای غذا و نوشیدنی ۱۵٪ و برای مواردی چون بلیط سینما، محصولات فرهنگی و حمل و نقل عمومی ۱۲٪ است.[۱۱]
3. سایر عوارض و مالیات‌های ویژه. دولت یک‌سری مالیات ویژه بر کالاهای خاص از جمله اتومبیل، مشروبات الکلی، تنباکو وضع کرده است.

## نقش مالکیت دولت
دولت نروژ مالکیت خود را بر بخش‌های بزرگی از صنایع کلیدی کشور، شامل منابع طبیعی و صنایع استراتژیک مانند نفت (Equinor)، تولید انرژی برق-آبی  (Statkraft)، تولید آلومینیوم (نورسک هیدرو، Norsk Hydro)، بزرگ‌ترین بانک نروژ (دی‌ان‌بی، DNB) و اپراتور مخابرات (تله‌نور، Telenor) حفظ کرده است. دولت حدود ۳۵ درصد از ارزش کل شرکت‌های پذیرفته شده در بورس اوراق بهادار اسلو را دراختیار دارد و در پنج شرکت از بزرگترین هفت شرکت فهرست‌شده در آن سهام‌دار عمده است. با درنظرگرفتن شرکت‌های خارج از بورس، سهم مالکیت دولت بر شرکت‌ها از این رقم هم فراتر می‌رود (عمدتاً در بخش نفت). شرکت‌های دولتی نروژ ۹.۶ درصد از کل مشاغل غیرکشاورزی را شامل می‌شوند. این رقم با احتساب شرکت‌هایی که دولت در سهامشان شریک است به ۱۳ درصد می‌رسد که بالاترین میزان در میان کشورهای OECD است. هم شرکت‌های بورسی و هم شرکت‌های غیربورسی بازار-محور هستند و در یک اقتصاد بازار به شدت آزاد شده فعالیت می‌کنند.
صنایع نفت و گاز نقشی تعیین‌کننده در اقتصاد نروژ دارند و منابع مالی برای دولت رفاه نروژ را از طریق مالکیت مستقیم بر میادین نفتی، سود سهام اکوینور، مجوزهای اکتشاف و بهره‌برداری و مالیات فراهم می‌کنند. صنعت نفت و گاز که از نظر درآمد دولت و ارزش افزوده بزرگ‌ترین صنعت نروژ است، به شکلی سازماندهی شده که اطمینان حاصل شود کار اکتشاف، توسعه و استخراج منابع منجر به تولید ثروت عمومی برای کل جامعه شود. درآمد عمومی از طریق ترکیبی از مالیات، صدور مجوز و مالکیت مستقیم دولتی از طریق سیستمی به نام منافع مالی مستقیم دولت (SDFI) حاصل می‌شود. SDFI که در سال ۱۹۸۵ تأسیس شد، دارایی‌های دولتی در تعدادی از میادین نفت و گاز، خطوط لوله و تأسیسات در ساحل و همچنین ۶۷ درصد از سهام Equinor را نمایندگی می‌کند. درآمدهای دولت از بخش نفت و گاز در چارچوب قانونی مشخصی که اجازه‌ی استفاده از آن را برای هزینه‌های عمومی نمی‌دهد، به صندوق بازنشستگی دولتی نروژ (صندوق نفت نروژ) منتقل می‌شود. دولت تنها می‌تواند از محل درآمد حاصل از سرمایه‌گذاری‌های صندوق برای مخارج عمومی هزینه کند.
دلایل زیادی برای چنین سطح بالایی از مالکیت دولتی وجود داشته است که مهم‌ترین آنها تمایل مردم نروژ به کنترل ملی بر استفاده از منابع طبیعی بوده است. دخالت مستقیم دولت پیش از قرن بیستم با فراهم کردن زیرساخت‌های عمومی آغاز شد و پس از جنگ جهانی دوم به‌ویژه از طریق تصاحب دارایی‌های آلمان در چندین شرکت تولیدی به شدت در صنعت و شرکت‌های تجاری گسترش یافت. بزرگ‌ترین گسترش مالکیت دولتی با تأسیس استات اویل در سال ۱۹۷۲ رخ داد. صنایع و شرکت‌های تجاری که دولت در آنها سهامدار است بازار-محور هستند و گستره‌ی بازار آنها بخش خدمات عمومی و همچنین بخش‌های مختلف صنعت را شامل می‌شود.
(این مقاله درحال ترجمه از صفحه انگلیسی و تکمیل است)